# Eugen Măgirescu
Eugen Măgirescu s-a născut la Scorțeni, județul Vaslui. A fost un scriitor român, condamnat politic la închisoare în timpul regimului comunist din România. 
Perioada din închisoare
A fost arestat în noaptea de 14-15 Mai 1948 laolaltă cu imensa majoritate a tinerilor legionari.
Inițial a fost torturat în închisoarea din Suceava, apoi a fost trimis la Pitești. La Pitești a fost luat în primire de Eugen Țurcanu, care i-a fost și coleg de facultate.
Eugen Măgirescu scrie ulterior despre umilințele și bătăile îngrozitoare pe care Țurcanu i le-a administrat.
Acesta se descoperă impresionat de noul caracter pe l-a descoperit în vechiul său coleg. 
Eugen Măgirescu declară că a fost la un pas de moarte în nenumărate rânduri din cauza bătăilor crunte administrate de Țurcanu. Acesta afirmă că a trecut trecut printr-un fel de euforie după prima sesiune de tortură și credea că a murit, șimtind cum e pe lumea cealaltă
La penitenciarul din Gherla i-a fost cerut să-și trădeze fratele, care a fost oricum și el închis mai târziu. După multe torturi, ajunge să cedeze și își trădează o parte bună a marii sale familii. Mulți dintre ei au fost la rândul lor arestați și duși în lagărele de tortură comuniste.
Aurel Popa mărturisește că în cadrul unei bătăi administrate de Țurcanu asupra lui Măgirescu, a apucat să numere din celula vecina 980 de izbiri cu parul. El mărturisește că restul pumnilor, pălmilor sau altor genuri de agresiune fizică(cum ar fi scuipatul) nu le-a putut ține șirul.
După această bătăie, tot Popa scria că lui Măgirescu îi lipseau urme de fese, urina sânge, avea febră și nu se mai putea ține deloc pe picioare. Cu toate astea, Măgirescu a mai rezistat încă mulți ani la toate formele de tortură pe care le-a îndurat în pușcărie.
Peste ani buni, Eugen Măgirescu și-a vărsat de multe ori amarul în poezie sau proză, aducând nu de puține ori în discuție torturile din închisorile comuniste.
Și el, dar și fratele său, au fost torturați în chipuri inumane, în cadrul a ceea ce se numește azi "Experimentul Pitești".
Mai avea încă doi frați închiși în pușcării comuniste, ambii mai mici. Deși cu unul dintre ei a avut bucuria să se revadă în spatele gratiilor, Măgirescu nu și-a exteriorizat fericirea ca să fie prudent, în ceea ce privea bine lor comun.
A cunoscut în aceiași măsură atât închisoarea din Gherla, cât și cea din Pitești. 
A mai trecut prin închisori de renume din România, cum ar fi Aiud, Jilava, Bacău și Galați. A stat închis timp de 18 ani din tot decursul vieții sale.
Activitatea politică
Pe Eugen Măgirescu l-a legat mult timp o loialitate față de partidul legionar românesc. 
În anul 1941, Ion Antonescu l-a condamnat pentru asta, iar Măgirescu a petrecut perioada celui de al doilea război mondial în spatele gratiilor.
A participat la o activitate legionară imediat după eliberare, cu un grup de tineri studenți de la facultatea din Iași. Pentru această activitate, considerată periculoasă de guvernul comunist, a fost întemnițat și condamnat la 12 ani de închisoare.
Prietenia cu Costache Oprișan
În pușcărie, Măgirescu întâlnește diverse personalități politice sau religioase importante. 
Prietenia lui cu Costache Oprișan începe în spatele gratiilor de la Pitești. Oprișan va devenii în viitor unul dintre cele mai menționate nume ale lui Măgirescu când scrie de chinurile îndurate în pușcării și/sau în lagărele comuniste:
"Prin camera 4 spital trecuseră deja mai multe serii de "reeducare". Pe Costache Oprișan l-au chinuit ca pe Hristos, zile de-a rândul, obligându-i pe toți cei care au fost cândva în subordine sa și pe care îi divizau, căci el chiar merita aceasta, să-l bată, să-l scuipe, să-l chinuie si să spună minciuni despre el, să se dezică, să-și denigreze ideile și să declare că a fost un farsor. L-am văzut odată când ne-au scos la aer. Își dăduse cămașa jos și spinarea lui toată era zebrată în forme regulate ca și cum ar fi fost jupuit de viu, ars cu bici sau cu foc, răstignit. Știe Dumnezeu!" (Eugen Măgirescu-"Moara dracilor")
Bibliografie
https://romana.pmu.ro/pag2-3
https://istoriecontemporana.ro/eugen-magirescu/
https://fericiticeiprigoniti.net/nu-a-fost-tanar-mai-schingiuit-ca-el-la-pitesti/
https://www.literaturasidetentie.ro/referatul-lui-eugen-magirescu/